# Sekreta
pl:Modlitwa nad darami (sekreta)
Właściwa strona znajduje się w innym projekcie. Kliknij na powyższy link, jeśli chcesz ją obejrzeć.
Sekreta – obrzęd cichej modlitwy polecającej w liturgii Kościoła katolickiego w nadzwyczajnej formie rytu rzymskiego podczas mszy wiernych. Jest to ostatni element w offertorium, a przed kanonem mszy świętej. Następuje po lavabo i wezwaniu Orate, fratres, a przed prefacją.
Tuż przed sekretą kapłan wzywa wiernych Orate, fratres: ut meum ac vestrum sacrificium acceptabile fiat apud Deum Patrem omnipotentem (Módlcie się, bracia, aby moją i waszą ofiarę przyjął Bóg Ojciec wszechmogący), na co ci odpowiadają Suscipiat Dominus sacrificium de manibus tuis ad laudem et gloriam nominis sui, ad utilitatem quoque nostram, totiusque Ecclesiae suae sanctae (Niech przyjmie Pan ofiarę z rąk twoich na cześć i chwałę Imienia swego, oraz na pożytek nasz i całego świętego Kościoła swego). Po kapłańskim Amen ksiądz odmawia z rękami nad ofiarą modlitwę (lub modlitwy) przypadające na dany dzień. Prawdopodobnie z powodu, że jest to cicha modlitwa, nazywa się ją sekretą. Po zakończeniu sekrety (sekret) kapłan mówi głośno: Per omnia saecula saeculorum (Przez wszystkie wieki wieków). Przykładowo na Drugą Niedzielę po Objawieniu Pańskim przypada następująca Sekreta: Oblata, Domine, munera sanctifica: nosque a peccatorum nostrorum maculis emunda. Per Dominum nostrum..., czyli Poświęć, Panie, dary, które Ci składamy: i racz nas oczyścić ze zmazy grzechów naszych. Przez Pana naszego...
W zwyczajnej formie rytu rzymskiego odpowiednikiem jest głośna modlitwa nad darami.